# Mật nghị Hồng y 2025
Mật nghị Hồng y 2025 (hay Cơ mật viện bầu giáo hoàng 2025) được triệu tập để bầu ra một giáo hoàng mới điều hành Giáo hội Công giáo, kế nhiệm Giáo hoàng Phanxicô sau khi ông từ trần vào ngày 21 tháng 4 năm 2025 ở tuổi 88. 133 trong số 135 Hồng y cử tri đủ điều kiện tham dự đã bắt đầu Mật nghị bầu cử vào chiều ngày 7 tháng 5, dưới sự chủ trì của Hồng y Pietro Parolin. Sau 4 vòng bỏ phiếu, vào lúc 18 giờ 9 phút ngày 8 tháng 5 năm 2025 (giờ Roma), khói trắng bốc lên từ ống khói nhà nguyện Sistina, sau đó là những tiếng chuông báo hiệu đã bầu được Giáo hoàng mới. Mật nghị đã bầu chọn hồng y người Mỹ Robert Francis Prevost trở thành vị giáo hoàng thứ 265 cho triều đại thứ 267 với tông hiệu Giáo hoàng Lêô XIV.

## Bối cảnh
Trong vòng hai tháng, tháng 2 và tháng 3 năm 2025, đã có nhiều suy đoán về việc tổ chức mật nghị hồng y khi giáo hoàng đương nhiệm Phanxicô nhập viện vì mắc bệnh viêm phổi kép. Ngày 21 tháng 4 năm 2025, Giáo hoàng Phanxicô qua đời ở tuổi 88. Các phương tiện truyền thông trên toàn thế giới đã phát hành các danh sách hồng y tiềm năng có thể trở thành tân giáo hoàng (quen gọi là papabili) trong cùng ngày 21 tháng 4.
Mặc dù một cách chính thức thì các hồng y cử tri trong mật nghị có thể bầu bất kỳ nam giới Công giáo nào đã chịu phép rửa tội trở thành tân giáo hoàng, nhưng kể từ năm 1389, các cử tri này luôn bầu chọn một người trong số họ làm tân giáo hoàng.

## Danh sách ứng viên tiềm năng
Nhiều quan sát viên về bầu chọn giáo hoàng nhận định rằng có một số hồng y có nhiều khả năng trở thành giáo hoàng hơn so với các hồng y khác, và những ứng viên tiềm năng này được gọi là papabili, số nhiều của papabile, một từ tiếng Ý có nghĩa là "có khả năng trở thành giáo hoàng". Do danh sách các ứng viên giáo hoàng papabili là suy đoán của truyền thông thế tục, việc tân giáo hoàng được chọn nằm ngoài các danh sách kể trên không phải là hiếm. Có thể kể đến các tân giáo hoàng: Gioan XXIII vào 1958, và Gioan Phaolô I và Gioan Phaolô II, trong cùng năm 1978. Điều này phù hợp với câu nói phổ biến trong giới nghiên cứu Vatican: "Người bước vào mật nghị với tư cách là giáo hoàng, sẽ rời khỏi đó với tư cách là hồng y." Trong số những người được coi là papabili là:
| Tên                      | Quốc tịch              | Chức vụ khi diễn ra Mật nghị                                                            | Năm thăng Hồng y                                  | Ngày sinh         | Chú thích                                                                    |
| ------------------------ | ---------------------- | --------------------------------------------------------------------------------------- | ------------------------------------------------- | ----------------- | ---------------------------------------------------------------------------- |
| Jean-Marc Aveline        | Pháp                   | Tổng giám mục Marseille                                                                 | 27 tháng 8 năm 2022 (Giáo hoàng Phanxicô)         | 26 tháng 12, 1958 | [ 16 ] [ 17 ] [ 18 ] [ 9 ] [ 19 ] [ 20 ] [ 21 ] [ 22 ] [ 23 ] [ 24 ]         |
| Fridolin Ambongo Besungu | Cộng hòa Dân chủ Congo | Tổng giám mục Kinshasa                                                                  | 5 tháng 10 năm 2019 (Giáo hoàng Phanxicô)         | 24 tháng 1, 1960  | [ 25 ] [ 19 ] [ 26 ] [ 20 ] [ 27 ] [ 28 ] [ 23 ] [ 24 ]                      |
| Péter Erdő               | Hungary                | Tổng giám mục Esztergom-Budapest, Giáo chủ Hungary                                      | 21 tháng 10 năm 2003 (Giáo hoàng Gioan Phaolô II) | 25 tháng 6, 1952  | [ 29 ] [ 30 ] [ 14 ] [ 20 ] [ 27 ] [ 26 ] [ 22 ] [ 23 ] [ 24 ]               |
| Mario Grech              | Malta                  | Tổng Thư ký Thượng Hội đồng Giám mục                                                    | 28 tháng 11 năm 2020 (Giáo hoàng Phanxicô)        | 20 tháng 2, 1957  | [ 29 ] [ 31 ] [ 20 ] [ 32 ] [ 27 ] [ 28 ] [ 23 ]                             |
| Pietro Parolin           | Ý                      | Quốc vụ khanh Tòa Thánh                                                                 | 22 tháng 2 năm 2014 (Giáo hoàng Phanxicô)         | 17 tháng 1, 1955  | [ 30 ] [ 14 ] [ 27 ] [ 19 ] [ 26 ] [ 22 ] [ 28 ] [ 23 ] [ 24 ]               |
| Pierbattista Pizzaballa  | Ý                      | Thượng phụ Công giáo Latinh tại Jerusalem                                               | 30 tháng 9 năm 2023 (Giáo hoàng Phanxicô)         | 21 tháng 4, 1965  | [ 30 ] [ 6 ] [ 20 ] [ 27 ] [ 26 ] [ 22 ] [ 28 ] [ 23 ] [ 24 ]                |
| Luis Antonio Tagle       | Philippines            | Đồng-Tổng trưởng Phân Bộ Truyền giáo thuộc Bộ Truyền Giáo                               | 24 tháng 11 năm 2012 (Giáo hoàng Biển Đức XVI)    | 21 tháng 6, 1957  | [ 30 ] [ 29 ] [ 14 ] [ 20 ] [ 32 ] [ 27 ] [ 26 ] [ 19 ] [ 22 ] [ 23 ] [ 24 ] |
| Peter Turkson            | Ghana                  | Viện trưởng Viện Hàn lâm Khoa học Giáo hoàng và Viện Hàn lâm Khoa học Xã hội Giáo hoàng | 21 tháng 10 năm 2003 (Giáo hoàng Gioan Phaolô II) | 11 tháng 10, 1948 | [ 30 ] [ 33 ] [ 20 ] [ 32 ] [ 27 ] [ 22 ] [ 23 ]                             |
| Matteo Zuppi             | Ý                      | Tổng giám mục Bologna và Chủ tịch Hội đồng Giám mục Ý                                   | 5 tháng 10 năm 2019 (Giáo hoàng Phanxicô)         | 11 tháng 10, 1955 | [ 29 ] [ 14 ] [ 20 ] [ 32 ] [ 26 ] [ 22 ] [ 23 ] [ 24 ]                      |

## Tiến trình bầu cử Giáo hoàng
| Các hồng y đủ điều kiện tham dự, theo mật nghị vào ngày 21 tháng 4 năm 2025 |                            |
| Ý                                                                           | 17                         |
| Phần còn lại của Châu Âu                                                    | 36                         |
| Bắc Mỹ                                                                      | 20                         |
| Nam Mỹ                                                                      | 17                         |
| Châu phi                                                                    | 18                         |
| Châu Á                                                                      | 23                         |
| Châu Đại Dương                                                              | 4                          |
| Tổng số cử tri                                                              | 135                        |
| Giáo hoàng đã qua đời                                                       | Đức Phanxicô (2013 – 2025) |
| Giáo hoàng mới                                                              | Đức Lêô XIV                |

Tương tự như trong tường hợp của mật nghị Hồng y 2013, cả hồng y trưởng và phó hồng y trưởng đều đã trên 80 tuổi và không thể tham gia. Do đó, Pietro Parolin, với tư cách hồng y đẳng giám mục cao cấp nhất dưới 80 tuổi, dự kiến sẽ chủ trì mật nghị.

### Thời gian và quy định
Theo tông hiến Universi Dominici gregis của Giáo hoàng Gioan Phaolô II, được sửa đổi theo tự sắc Normas nonnullas của Giáo hoàng Biển Đức XVI, các cử tri thường có ít nhất 15 ngày sau khi ngai tòa giáo hoàng bị bỏ trống để triệu tập mật nghị. Các hồng y cũng có quyền quyết định bắt đầu mật nghị sớm hơn mốc thời gian này nếu tất cả các hồng y cử tri đã có mặt và cũng có quyền hoãn mật nghị khi có lý do quan trọng, nhưng không quá 20 ngày vị trí giáo hoàng bị bỏ trống.

### Các cử tri hồng y
Các hồng y từ 80 tuổi trở lên trước ngày ngai tòa giáo hoàng bị khuyết vị không đủ điều kiện tham gia mật nghị hồng y. Tính đến ngày 21 tháng 4 năm 2025, trong tổng số 252 hồng y có có 135 hồng y dưới 80 tuổi tham dự (hồng y cử tri). 108 trong số những cử tri tiềm năng đã được chính cố giáo hoàng tiền nhiệm Phanxicô bổ nhiệm làm hồng y.
Kể từ khi Romano Pontifici eligendo được ban hành vào năm 1975, tối đa 120 hồng y có thể tham gia vào một mật nghị; do đó vẫn chưa rõ ràng nhóm 120 này sẽ được chọn như thế nào khi trên thực tế, số hồng y đủ điều kiện tham gia mật nghị hiện đang vượt quá 120, tuy việc có nhiều hơn 120 hồng y đưới 80 tuổi đã có nhiều tiền lệ [tuy chưa bao giờ ở thời điểm bầu tân giáo hoàng].

## Mật nghị

### Ngày 7 tháng 5
Mật nghị diễn ra vào ngày mùng 7 tháng 5 để bầu chọn ra người kế nhiệm Giáo hoàng Francis. Hồng y Giovanni Battista Re bắt đầu Thánh lễ Pro Eligendo Pontifice trong Vuơng Cung Thánh Đường Thánh Phêrô vào 10 giờ sáng mùa hè Trung Âu. Mật nghị sẽ chính thức bắt đầu vào 4:30 chiều bằng một lễ cầu nguyện trong nhà nguyện Pauline, sau đó cử tri bầu Giáo hoàng sẽ tiến vào trong Nhà nguyện Sistina. Sau bài thánh ca Veni Creator Spiritus, Hồng y tham gia bỏ phiếu sẽ phải thề giữ bí mật, còn những nhân viên và bảo vệ thề ngày mùng 5 trước đó. Buổi chiều hôm đó mỗi Hồng y sẽ bỏ một phiếu.